# 斯列皮科夫斯基角
斯列皮科夫斯基角（俄语：Мыс Слепиковского）或小能登吕岬（日语：／）是俄罗斯萨哈林州西南部的海角，南临涅维尔斯基湾。沿海岸线向南78公里是洛帕京角，向北有契哈喬夫角、雅布洛诺维角。
俄名以日俄战争中的俄军指挥官布罗尼斯拉夫·弗拉基斯拉沃维奇·戈罗托-斯列皮科夫斯基命名，1905年在圖奈恰湖附近抵挡日军登陆时战死。萨哈林岛让与日本前该角称诺托罗角。
东南的先锋村附近有柴卡疗养胜地。
附近生物多样性高，其中有许多种是独有的。联邦级重点保护的高等维管植物200种、兽类12种、两栖类5种、爬行类2种和鸟类80种。有利的小气候和美丽的风景每年吸引数百名游客和度假者。这里是鸳鸯、树蛙等珍稀物种的家园，还有全萨哈林岛唯一受联邦级保护的红松林。
1934年，日本在这里建立灯塔。造型与西能登吕岬灯塔相若，高27米，与大多数日本在萨哈林岛建造的灯塔一样是圆形塔，通过走廊与辅助区和生活区相连。有收集雨水的系统，用于食品和技术需求，在灯塔建筑群的屋顶上布置了排水沟，水通过过滤器收集在地下混凝土容器中。